# Gebran Yacoub
Gebran Michel Yacoub, né le 22 novembre 1957 à Beyrouth (Liban), est un auteur et architecte libanais.
Il est l'architecte qui a dessiné la basilique de Maghdouché et de plusieurs autres projets d'architecture au Liban dont l'hôtel de charme de Faqra. En 2023, il est également à l'origine d'un projet de villa en béton brut à Mtein. Les travaux sont toujours en cours.

## Photographies

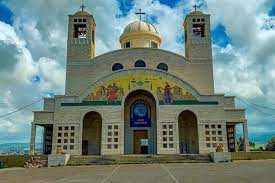
Vue de face de la Basilique de Maghdouché

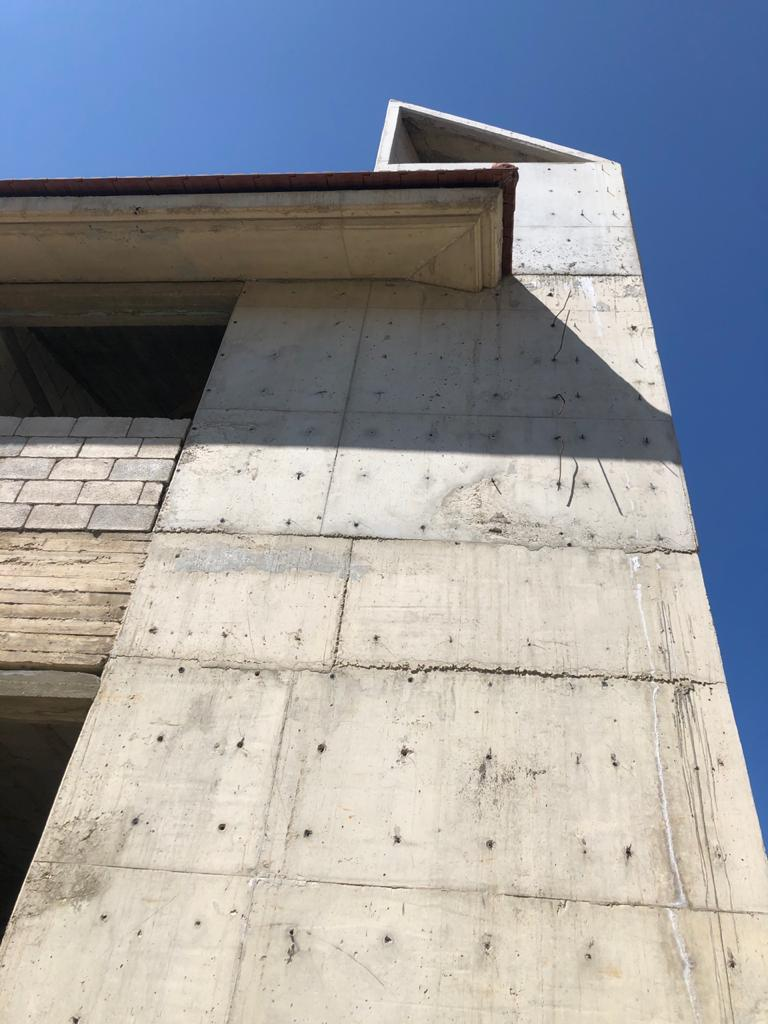
Du béton au ciel

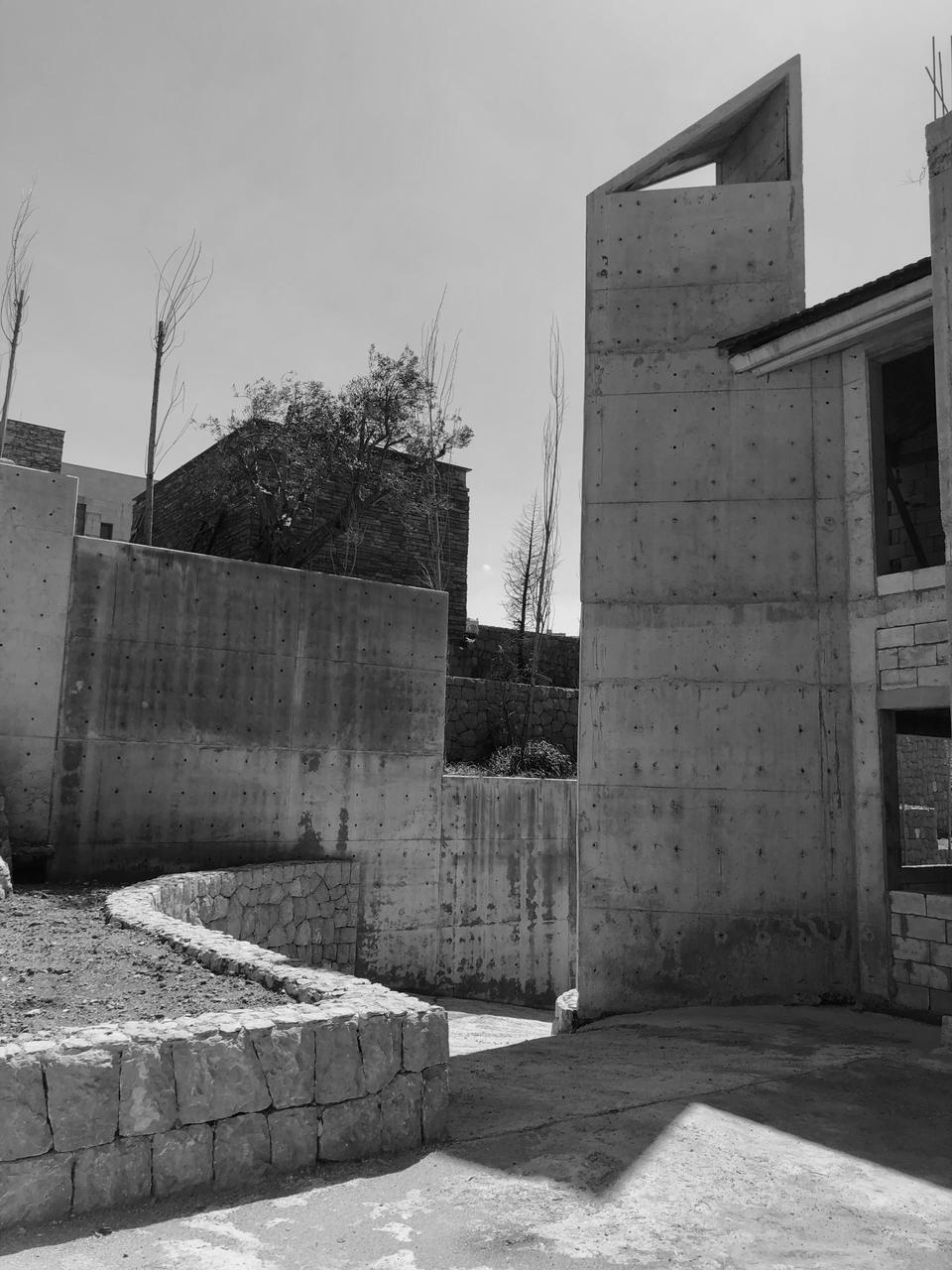
Vue d'ensemble du projet
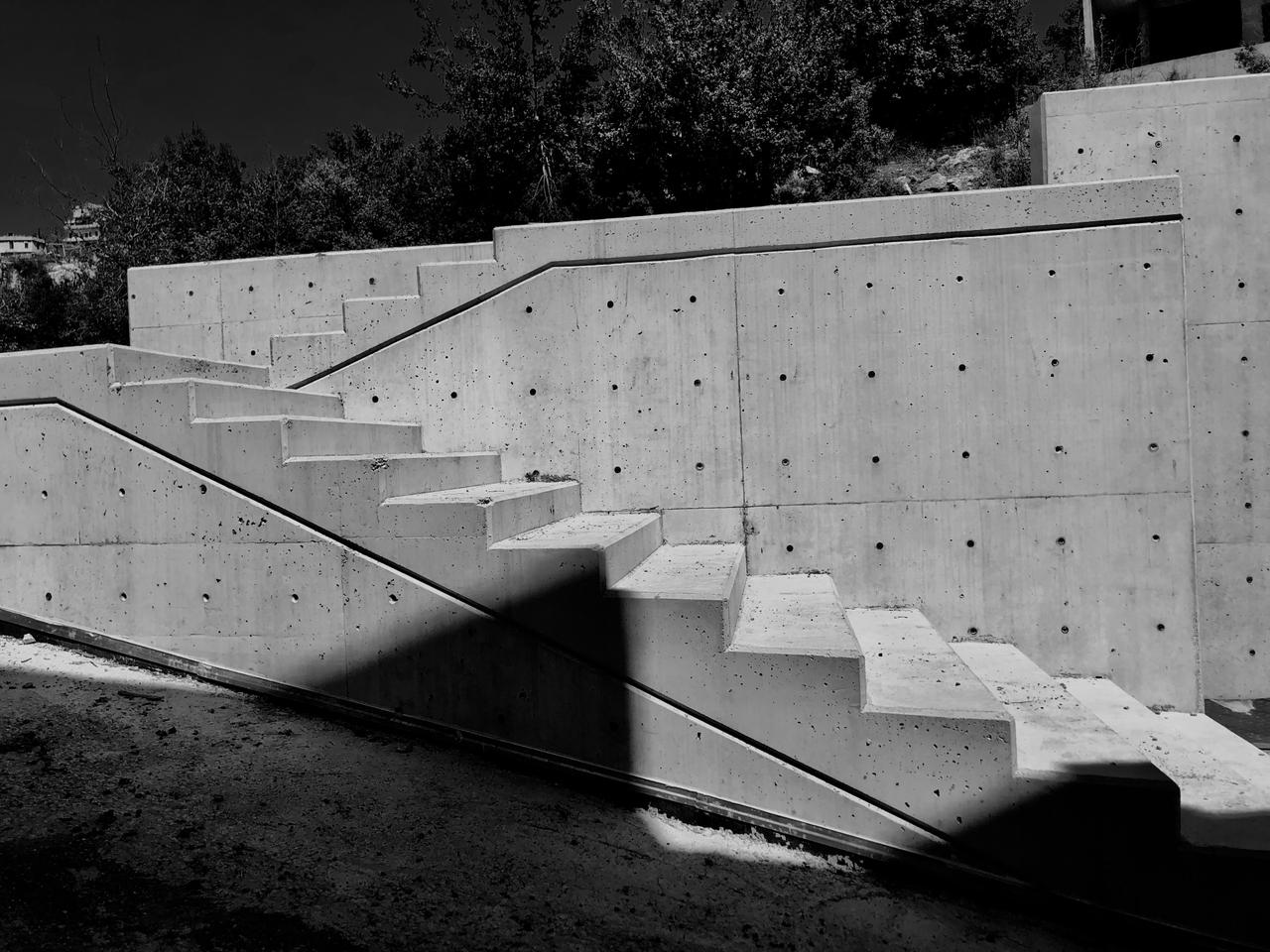
Escalier en béton brut

## Publications
Il est l'auteur du dictionnaire de l'architecture au Liban au XXe siècle et plusieurs autres livres d'architecture dont le dernier paru "300 architectures au Liban".
- Ouvrages :
  - Dictionnaire de l’architecture au Liban au XXe siècle, 2004
  - Histoire de l’architecture au Liban 1875-2010, 2012[3]
  - 300 Architectures au Liban, 2019